# Paul Bizenbach
Paul Bizenbach (ur. 1892, zm. ?) – zbrodniarz hitlerowski, członek załogi niemieckiego obozu koncentracyjnego Mauthausen-Gusen i SS-Scharführer.
Z zawodu młynarz. Członek NSDAP i SS. 13 stycznia 1944 rozpoczął służbę w kompleksie Mauthausen jako strażnik w podobozie Ebensee, gdzie pozostał do 15 stycznia 1945. Następnie od 15 stycznia do końca kwietnia 1945 był strażnikiem w podobozie Melk. Bizenbach był zastępcą dowódcy ewakuacji Melk w kwietniu 1945. Przez krótki jeszcze czas przebywał w Ebensee do wyzwolenia obozu.
Został skazany w procesie załogi Mauthausen-Gusen (US vs. Hans Joachim Geiger i inni) na 3 lata pozbawienia wolności.